# Condado de Rock (Wisconsin)
O Condado de Rock é um dos 72 condados do Estado americano do Wisconsin. A sede do condado é Janesville, e sua maior cidade é Janesville. O condado possui uma área de 1 881 km² (dos quais 15 km² estão cobertos por água), uma população de 152 307 habitantes, e uma densidade populacional de 82 hab/km² (segundo o censo nacional de 2000). O condado foi fundado em 1836.